# Gakona
Gakona és una concentració de població designada pel cens dels Estats Units a l'estat d'Alaska. Segons el cens del 2000 tenia 215 habitants.

## Demografia
Segons el cens del 2000, Gakona tenia 215 habitants, 84 habitatges, i 60 famílies La densitat de població era d'1,4 habitants/km².
Dels 84 habitatges en un 35,7% hi vivien nens de menys de 18 anys, en un 61,9% hi vivien parelles casades, en un 3,6% dones solteres, i en un 27,4% no eren unitats familiars. En el 22,6% dels habitatges hi vivien persones soles el 3,6% de les quals corresponia a persones de 65 anys o més que vivien soles. El nombre mitjà de persones vivint en cada habitatge era de 2,56 i el nombre mitjà de persones que vivien en cada família era de 3,02.
Per edats la població es repartia de la següent manera: un 28,8% tenia menys de 18 anys, un 3,7% entre 18 i 24, un 27,4% entre 25 i 44, un 31,6% de 45 a 60 i un 8,4% 65 anys o més.
L'edat mediana era de 41 anys. Per cada 100 dones hi havia 133,7 homes. Per cada 100 dones de 18 o més anys hi havia 131,8 homes.
La renda mediana per habitatge era de 33.750 $ i la renda mediana per família de 44.375 $. Els homes tenien una renda mediana de 41.250 $ mentre que les dones 46.875 $. La renda per capita de la població era de 18.143 $. Aproximadament el 9,4% de les famílies i el 10,8% de la població estaven per davall del llindar de pobresa.

## Poblacions més properes
El següent diagrama mostra les poblacions més properes.